# Gary Cahill
Gary James Cahill, född 19 december 1985 i Dronfield, är en engelsk före detta fotbollsspelare som spelade som försvarare.

## Klubbkarriär
Cahill spelade tidigare på lån för Burnley där han utsågs till både årets spelare och årets unga spelare för klubben. 
Han gjorde debut för Aston Villa i en bortamatch mot Arsenal som de förlorade med 5–0. I sin första match som han fick spela från start stod West Bromwich Albion för motståndet. Bara en vecka senare gjorde han sitt första mål för Aston Villa, mot Birmingham City; ett volleyskott som hjälpte dem att vinna matchen med 3–1.
I början av följande säsong var Cahill skadad men på grund av att Martin Laursen skadades senare i säsongen fick han ett bra tillfälle att visa upp sin skicklighet som fotbollsspelare. Han deltog i flera matcher under säsongen 2006/2007 och visade prov på stor talang.
19 september samma år flyttade Cahill till Sheffield United på ett tremånaderslån och gjorde sin debut några dagar senare i en bortamatch mot Crystal Palace som man förlorade med 3–2. Han gjorde sitt första mål för Sheffield United mot Stoke City 10 november.
Den 5 augusti 2019 värvades Cahill av Crystal Palace, där han skrev på ett tvåårskontrakt. Den 20 augusti 2021 värvades Cahill av AFC Bournemouth, där han skrev på ett ettårskontrakt. Den 16 november 2022 meddelade Cahill att han avslutade sin fotbollskarriär.

## Landslagskarriär
Cahill spelade för Englands U20-landslag. Cahill var en av många oerfarna spelare i Stuart Pearces trupp till U21-landslaget. Han spelade en match, dock inte från start, mot Spanien 6 februari 2007. Han deltog dock i UEFA:s U21-mästerskap under en match och satt på bänken tre matcher.
Den 12 maj 2014 blev Cahill uttagen i Englands trupp till fotbolls-VM 2014 av förbundskaptenen Roy Hodgson.

## Meriter
- Aston Villa
  - Säsongens bästa mål: 2005/2006
- Burnley
  - Årets spelare: 2004/2005
  - Årets unga spelare: 2004/2005
- Chelsea
  - FA-cupen: 2011/2012, 2017-18
  - UEFA Champions League: 2011/2012
  - UEFA Europa League: 2012/2013, 2018/2019
  - Premier League: 2014/2015, 2016/2017
  - Engelska ligacupen: 2014/2015